# Bojan Dojkić
Bojan Dojkić (sinh 25 tháng 10 năm 1984 ở Pirot) là một cầu thủ bóng đá Serbia thi đấu ở vị trí hậu vệ cho Olympiacos Volou.

## Sự nghiệp
Dojkić bắt đầu sự nghiệp bóng đá tại Hajduk Kula, trước khi chuyển đến Radnički Niš vào tháng 1 năm 2010.
Vào tháng 7 năm 2010, có thông báo rằng Bojan ký hợp đồng với câu lạc bộ Hi Lạp Trikala. Anh ra mắt ở Hi Lạp mùa giải 2010–11 ngày 12 tháng 9 năm 2010 với thất bại 0–1 trên sân khách trước Panetolikos. Dojkić ra sân 6 lần cho Trikala, trước khi sang câu lạc bộ Bulgaria Lokomotiv Plovdiv ngày 30 tháng 12 năm 2010. Và hiện tại anh thi đấu cho FK Radnički đến từ Niš.